# Rémy Quinton
Pour les articles homonymes, voir Quinton.
Rémy Quinton (né le 16 décembre 1967 à Rennes) est un coureur cycliste français, actif dans les années 1980 et 1990.

## Biographie
Rémy Quinton commence le cyclisme en 1985 à l'AS Vern-sur-Seiche, après avoir pratiqué le judo à Orgères. 
Il se révèle chez les amateurs en remportant une étape du Ruban granitier breton 1988, qu'il dispute avec une équipe régionale bretonne. Ce succès lui ouvre les portes de l'équipe de France amateurs et du Bataillon de Joinville, où il côtoie plusieurs futurs professionnels comme Jean-Cyril Robin, Eddy Seigneur ou Richard Virenque.
En 1990, il porte les couleurs de l'US Créteil,. Avec ce club, il remporte les Trois Jours de Rennes et participe à son deuxième Ruban granitier breton, où il termine deuxième du contre-la-montre par équipes, derrière l'équipe soviétique.
Il rejoint le Club Cycliste Louison Bobet en 1991. Figurant parmi les meilleurs rouleurs français chez les amateurs, il remporte une nouvelle fois les Trois Jours de Rennes et termine deuxième du Grand Prix des Nations amateurs. Sur le Ruban granitier breton, il remporte la dernière étape contre-la-montre et termine deuxième du général, seulement devancé par l'ancien champion du monde amateurs Richard Vivien,.
En 1992, il devient champion de France du contre-la-montre par équipes, avec le comité de Bretagne. Il obtient également plusieurs victoires sur des courses nationales, comme au Tour d'Île-de-France ou au Prix de Peymeinade. En 1993, il court à l'ASM Toulon. Au niveau national, il se classe notamment troisième de Manche-Atlantique, classique réputée en Bretagne. La même année, il termine huitième de la Course de la Paix,, sous les couleurs de l'équipe de France. 
En 1995 et 1996, il court chez les professionnels en Italie dans l'équipe Jolly Componibili-Cage, renommée ensuite Aki-Gipiemme-Pitti Shoes,. Sans grands résultats marquants, il redescend chez les amateurs au CC Châteauroux, où il court encore pendant trois saisons. Durant cette période, il parvient encore à remporter le Tour du Loiret en 1997. 
Une fois sa carrière terminée, il est devenu technicien en service après-vente à Gradignan en 2000. Il se reconvertit ensuite préparateur physique en 2007. 

## Palmarès
| - 1988 - 2e étape du Ruban granitier breton - 3e du Tour d'Émeraude - 3e de l'Élan breton - 1990 - Trois Jours de Rennes - 1991 - Trois Jours de Rennes - 8e étape du Ruban granitier breton (contre-la-montre) - Grand Prix Michel-Lair - 2e du Ruban granitier breton - 2e du Grand Prix d'Espéraza - 2e du Grand Prix des Nations amateurs - 3e du championnat de Bretagne | - 1992 - Champion de France du contre-la-montre par équipes - Tour d'Île-de-France - Prix de Peymeinade - Boucles de la Meuse - Circuit des Monts vauclusiens - 1993 - Grand Prix de Peymeinade - 2e du Grand Prix de Fougères - 3e de Manche-Atlantique - 1997 - Tour du Loiret : - Classement général - 3e étape (contre-la-montre) - 3e du Tour d'Émeraude |